# غضروف ژاکوبسون
غُضروف ژاکوبسون یا غضروف تیغه‌ای-بینی (وُمِرونازال)، نوارهٔ باریکی از غضروف است که در بخش پائینی دیوارهٔ میانی حفرهٔ بینی انسان قرار گرفته‌است.
این غضروف در سال ۱۸۱۳ توسط لودویگ یاکوبسون دانمارکی کشف شد.
نام این اندام در متون فارسی به علت عدم آشنایی مترجمان با تلفظ دانمارکی، به صورت "غضروف ژاکوبسون" رواج یافته.